# Alpes du Chiemgau
Les Alpes du Chiemgau sont un massif des Préalpes orientales septentrionales. Il s'élève entre l'Allemagne (en Bavière) et l'Autriche (dans le Tyrol et le land de Land de Salzbourg). Leur nom provient de la région du Chiemgau sur laquelle elles s'étendent en grande partie.
Le Sonntagshorn, d'une altitude de 1 961 m, est le point culminant du massif.

## Géographie

### Situation

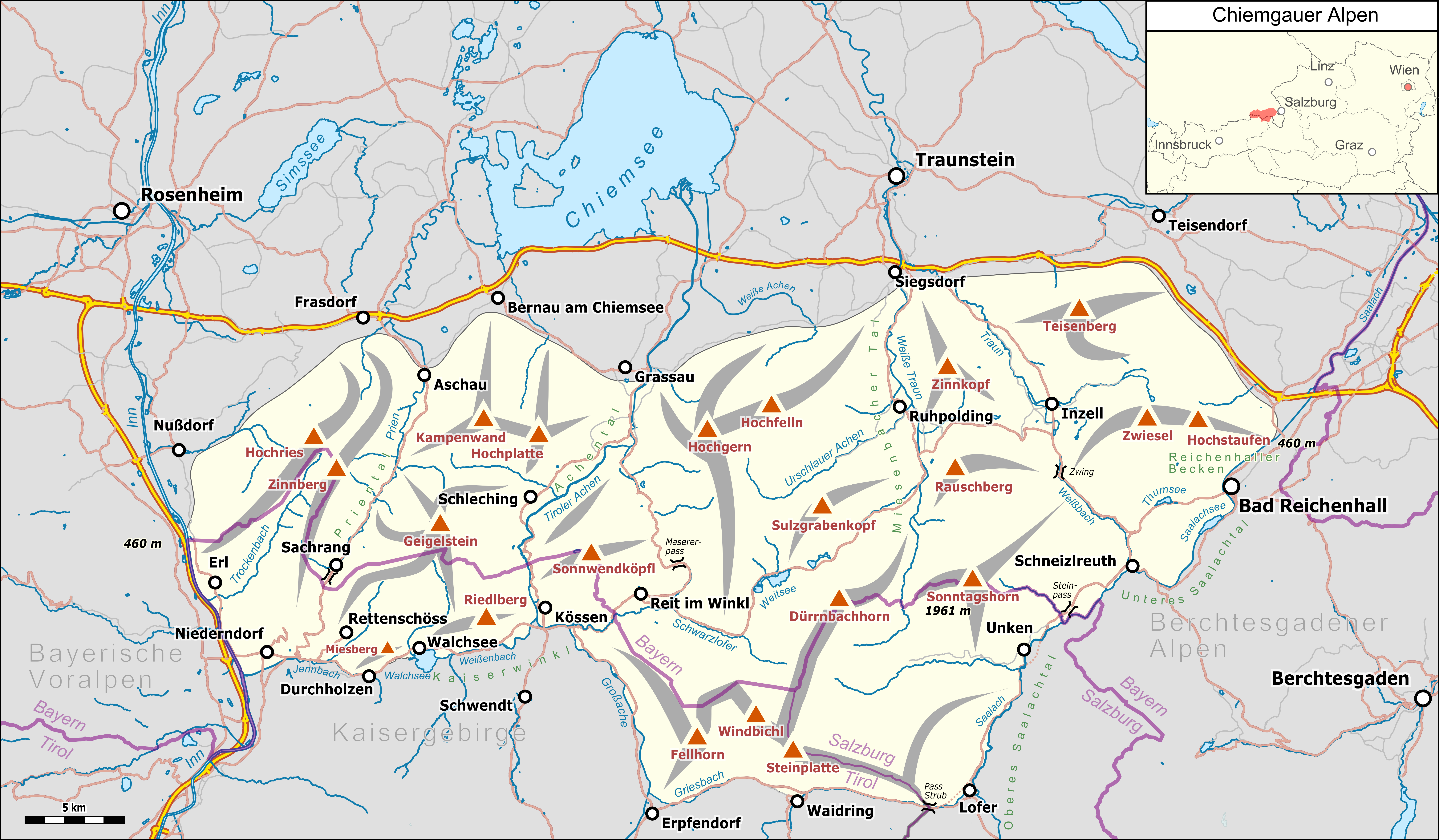
Les chaînons et les sommets des Alpes du Chiemgau.

Selon la classification orographique des Alpes orientales développée par les clubs alpins allemand, autrichien et sud-tyrolien (Alpenvereinseinteilung der Ostalpen, AVE), le massif s'étend de la vallée de l'Inn (Inntal) à l'ouest jusqu'à la rivière Saalach à l'est. Il est entouré par les Alpes de Berchtesgaden au sud-est, les massifs de Lofer et Leogang et le Kaisergebirge au sud et les Préalpes bavaroises à l'ouest. 
Au pied nord du massif se trouve le Chiemsee, le plus grand lac de Bavière.

### Sommets principaux
- Sonntagshorn, 1 961 m
- Vorderlahner, 1 909 m
- Reifelberg, 1 883 m
- Hirscheck, 1 883 m

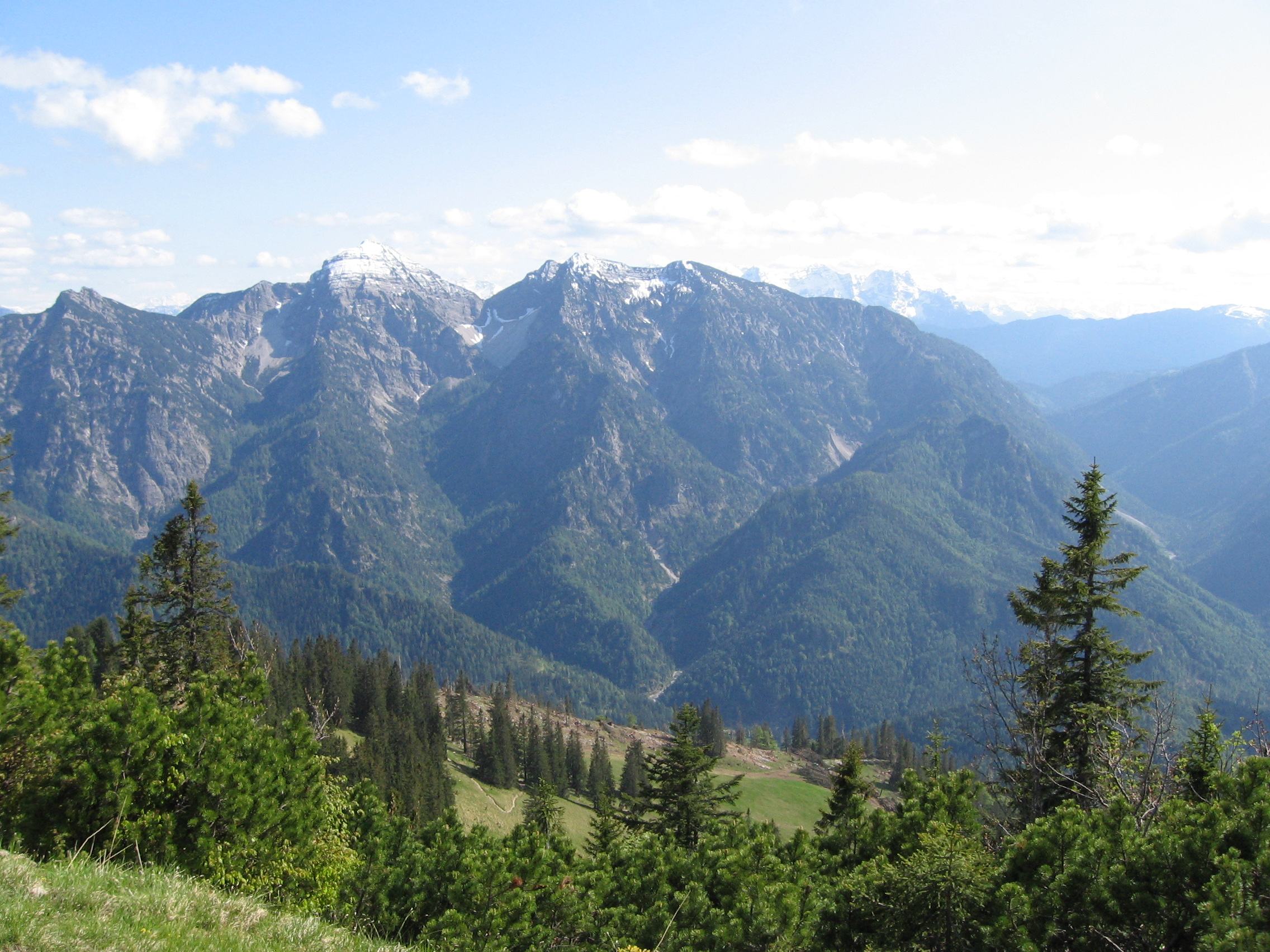
Le Sonntagshorn vu du Rauschberg

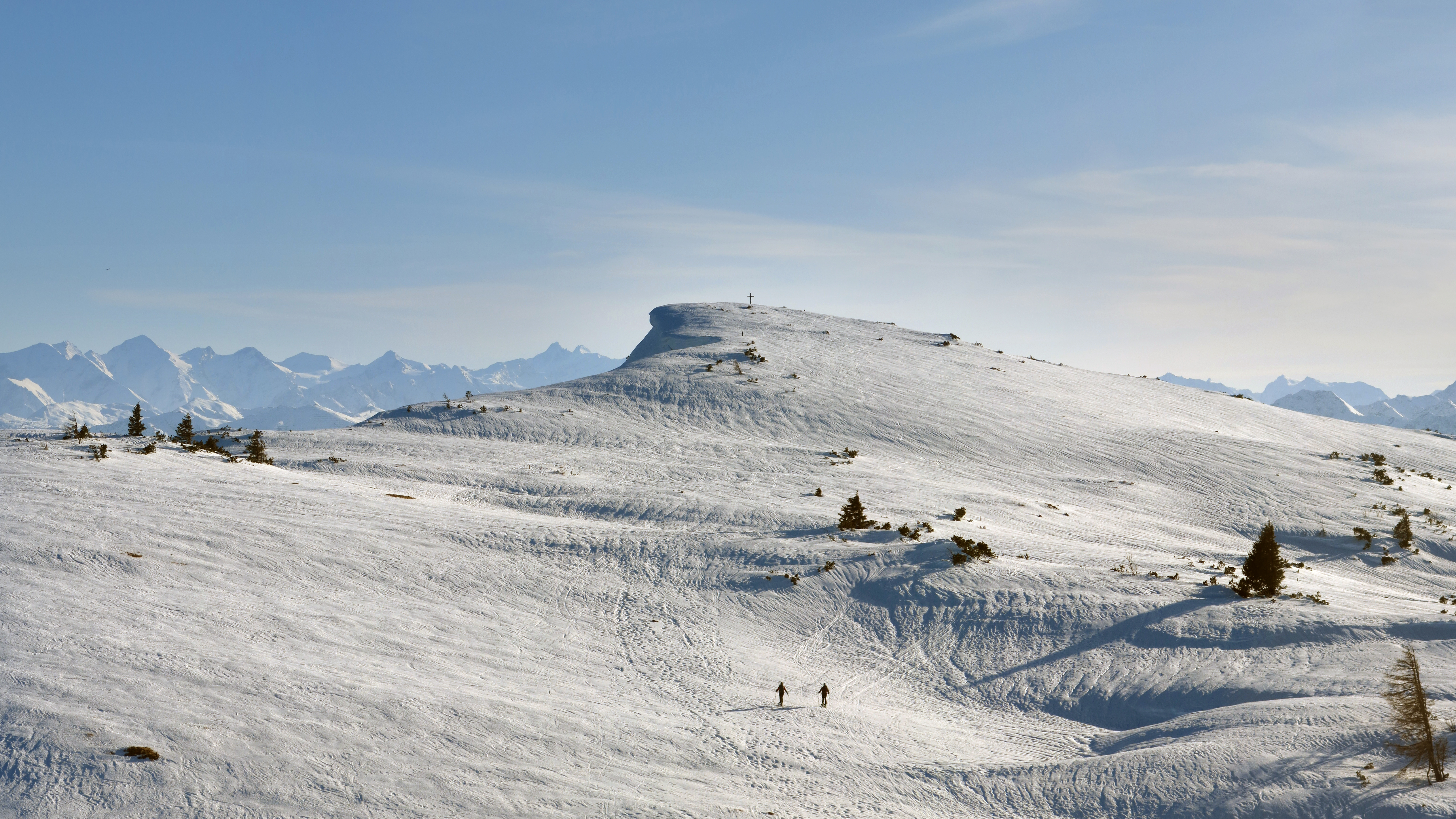
Vue du Fellhorn dans les Alpes du Chiemgau ; en arrière-plan, le Grosses Wiesbachhorn, le Kitzsteinhorn, le Grossglockner (point culminant de l'Autriche) et le Hochgasser.

- Steinplatte (ou Kammerköhrplatte), 1 869 m
- Wieslochjoch, 1 813 m
- Geigelstein, 1 808 m
- Zwiesel, 1 782 m
- Dürrnbachhorn (de), 1 776 m
- Hochstaufen, 1 771 m
- Fellhorn, 1 764 m
- Rossalpenkopf, 1 762 m
- Aibleck, 1 756 m
- Zennokopf, 1 756 m
- Gamsknogel, 1 750 m
- Grubhörndl, 1 747 m
- Hochgern (de), 1 744 m
- Wildalphorn, 1 738 m
- Aschentaler Wände, 1 738 m
- Peitlingköpfl, 1 720 m

## Activités

### Stations de sports d'hiver
- Aschau im Chiemgau
- Bergen
- Kössen
- Lofer
- Marquartstein
- Reit im Winkl
- Ruhpolding
- Samerberg
- Schleching
- Unken

### Randonnée
La Via Alpina, un sentier de grande randonnée touristique et transfrontalier, avec cinq variantes possibles, à travers toutes les Alpes, passe en particulier dans les Alpes du Chiemgau.
L'itinéraire violet offre six étapes dans le massif :
- étape A45 : de Unken dans la vallée du Saalach à Ruhpolding ;
- étape A46 : de Ruhpolding à Marquartstein ;
- étape A47 : de Marquartstein au Kampenwand ;
- étape A48 : du Kampenwand au refuge Prien ;
- étape A49 : du refuge Prien à la cabane Spitzstein ;
- étape A50 : de la cabane Spitzstein à Oberaudorf dans la vallée de l'Inn.

Afin de permettre cette activité, de nombreux refuges sont construits dans le massif :
- refuge Frasdorf (1 100 m, privé)
- cabane Hochgern (1 510 m, privé)
- refuge Hochries (1 570 m, associations alpines)
- refuge Klausen (1 510 m, privé)
- cabane Paul Gruber (950 m, Amis de la nature)
- refuge Prien (1 415 m, associations alpines)
- cabane Reichenhall (1 750 m, associations alpines)
- refuge Riesen (1 345 m, associations alpines)
- cabane Spitzstein (1 265 m, associations alpines)
- cabane Steinplatten (1 375 m, privé)
- cabane Straubinger (1 600 m, associations alpines)
- refuge Traunstein (1 165 m, associations alpines)
- cabane Wandberg (1 350 m, privé)
- Zwieselalm (1 390 m, privé)